# Lâm Tắc Từ
Lâm Tắc Từ (chữ Hán: 林則徐, bính âm: Lin Zexu; 1785 - 1850), là một vị quan nhà Thanh ở thế kỷ XIX trong lịch sử Trung Quốc. Ông là vị quan có chủ trương thi hành kiên quyết và triệt để lệnh cấm hút thuốc phiện, và đã tiêu hủy hơn 20.000 hòm thuốc phiện của các lái buôn thuốc phiện người Anh tại Quảng Đông. Đế quốc Anh trả đũa bằng việc xâm lược Trung Quốc, ông tiếp tục là người chỉ huy các lực lượng quân Thanh và nhân dân Trung Hoa kháng cự quyết liệt quân đội Anh trong cuộc Chiến tranh nha phiến lần thứ 1 (1840 - 1842). Ông được tôn vinh là vị anh hùng dân tộc của Trung Hoa trong cả 2 công cuộc: vừa chống thuốc phiện để bảo vệ giống nòi dân tộc, vừa chống ngoại xâm để bảo vệ lãnh thổ đất nước.

## Cuộc đời và sự nghiệp
Ông sinh năm 1785, tại Phúc Châu, tỉnh Phúc Kiến, là một người có chí khí và tâm huyết với đất nước, chuyên tâm học hành và đã đỗ Tiến sĩ dưới triều Thanh. Lâm Tắc Từ lúc 48 tuổi giữ chức Tuần phủ Giang Tô.
Ông ta là người tài đức kiêm toàn, ngôn hành xứng với chức vụ, thanh liêm chính trực. Ông rất lưu tâm đến thời cuộc, "mắt thấy nha phiến vô cùng độc hại, tâm lòng như sôi sục". Trong thời gian giữ chức Tuần phủ Giang Tô [1832-1833] đã tối thiểu hai lần dâng tấu đề cập đến họa nha phiến, "đối với cái hại cho quốc kế dân sinh, lửa giận khiến tóc muốn dựng đứng lên", "Nha phiến nếu không cấm tuyệt, thì nước mỗi ngày một nghèo, dân mỗi ngày một yếu; chỉ hơn chục năm sau, trung nguyên không còn quân mạnh có thể ngự địch, không có bạc nén để lo quân lương".
Năm 1838, ông được bổ nhiệm làm Tổng đốc Lưỡng Quảng, được cử làm Khâm sai đại thần chỉ huy việc cấm thuốc phiện ở Quảng Châu.
Ông hết sức ủng hộ việc Hoàng đế Đạo Quang ban hành luật mới, trong đó có việc cấm thuốc phiện. Ông lập luận cái hại của nha phiến quá sâu, phép thường không thể ngăn chặn được, dùng tử hình cấm thuốc phiện chính hợp với đạo lý "trị tội chết một kẻ để người khác không còn phải chết thêm".

### Đốt thuốc phiện

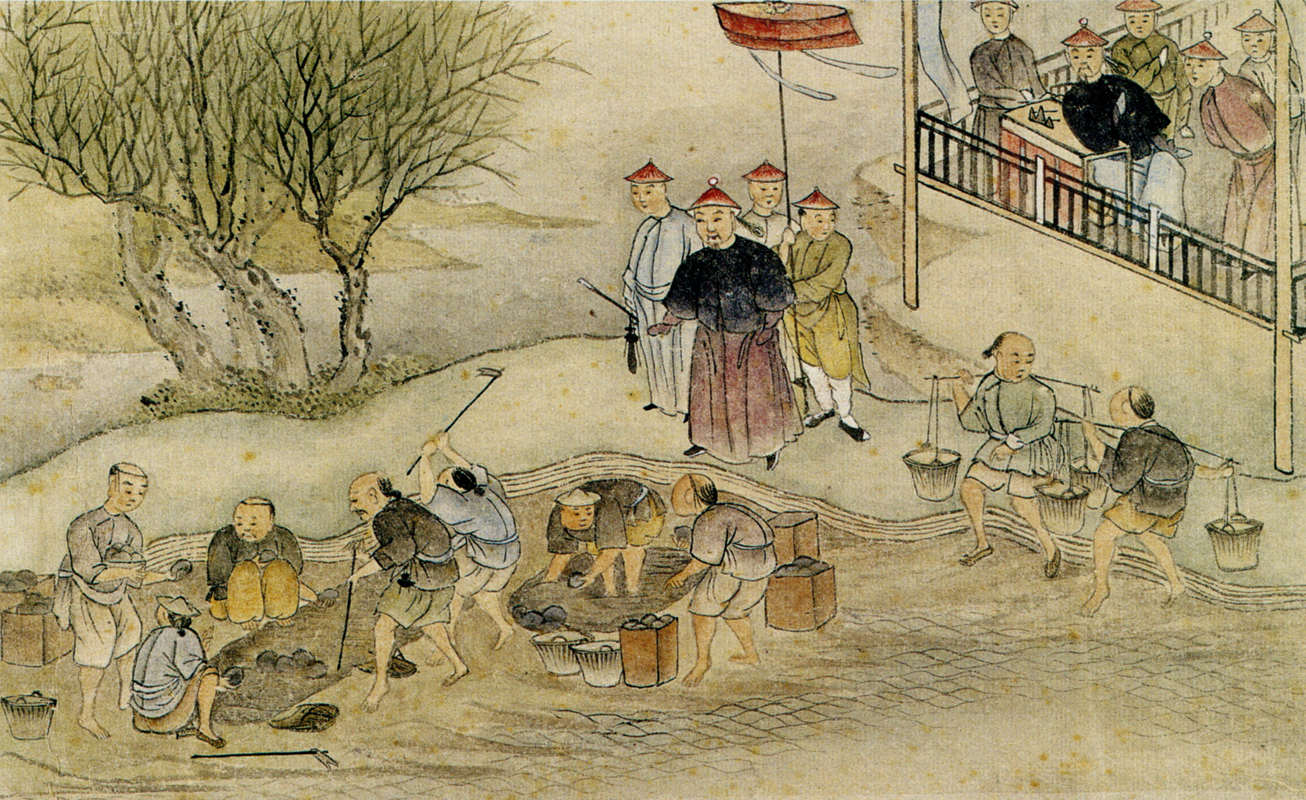
Lâm Tắc Từ giám sát việc đốt thuốc phiện

Lúc này, việc buôn bán thuốc phiện cuối thời nhà Thanh trở nên phổ biến và trở thành mối nguy hại của quốc gia. Lâm Tắc Từ đã nhiều lần tấu lên nhà vua về mối nguy hại này. Lâm Tắc Từ nhấn mạnh cái hại của nha phiến qua hai lãnh vực kinh tế, quốc phòng khiến vua Đạo Quang rất xúc động, trong ngày ban chiếu chỉ tưởng lệ, triệu Lâm Tắc Từ đến gặp mặt; trong 7 ngày từ ngày 28/12/1838 đến 3/1/1839 gặp 8 lần, mỗi lần khoảng 1 giờ rưỡi. Ban cho chức Khâm sai đại thần, tra biện hải khẩu Quảng Đông, tiết chế Thủy sư, với trọng trách thanh tra nha phiến, xuống Quảng Đông thi hành lệnh cấm thuốc phiện. Đồng thời mệnh Tổng đốc, Tuần phủ Quảng Đông ra sức hợp tác, nhắm "trừ sạch ô uế, đoạn tuyệt gốc rễ". Lâm Tắc Từ cũng biết "thân hãm nguy cơ, nhưng từ chối không được, chỉ biết đem hết lòng thành, mong trừ mối họa lớn cho Trung nguyên". Vua Đạo Quang thì "huấn dụ thiết tha, ủy nhiệm trọng chức", khiến Lâm Tắc Từ "chảy nước mắt nhận chức, còn họa phúc vinh nhục không màng đến".
Ngày 25 tháng 10 năm 1838, Đạo Quang ban bố thánh chỉ, yêu cầu các tỉnh thi hành việc cấm thuốc phiện (cấm buôn bán và hút thuốc phiện) đặc biệt là tỉnh Quảng Đông là điểm nóng về vấn nạn thuốc phiện do thương gia Anh tuồn vào.
Sau khi đến Quảng Đông, Lâm Tắc Từ lập tức mở các cuộc điều tra, lùng bắt những kẻ buôn thuốc, mặt khác kiên quyết đấu tranh với thương gia nước ngoài bán thuốc phiện. Ngày 18 tháng 3, ông đã cương quyết phát lệnh tịch thu thuốc phiện của nhà buôn nước ngoài. Lâm Tắc Từ triệu tập các thương gia nước ngoài tuyên bố thể hiện việc triệt để cấm thuốc phiện, ông công khai đưa tờ lệnh cấm thuốc phiện và trao cho các nhà buôn thuốc người nước ngoài, hẹn trong 3 ngày phải giao nộp toàn bộ số thuốc phiện cất giữ trên tàu, bằng không sẽ bế quan tỏa cảng, đồng thời yêu cầu họ làm cam kết không đưa tàu trở thuốc phiện đến nữa, nếu bị phát hiện sẽ tịch thu toàn bộ thuốc phiện, người cũng sẽ bị bắt.
Lâm Tắc Từ đã viết một bức thư ngỏ tới Nữ vương Victoria đặt câu hỏi về hành vi đạo đức của chính phủ Anh. Trích dẫn Vương quốc Anh đã cấm hút thuốc phiện, Lâm Tắc Từ đặt câu hỏi về chuẩn mực đạo đức của nước Anh khi họ dung túng cho thương nhân Anh buôn bán một mặt hàng rõ ràng bị cấm ở chính quốc họ. Ông viết: "Bệ hạ trước đây chưa được thông báo về vấn đề này một cách chính thức và người có thể biện hộ cho sự thiếu hiểu biết về mức độ nghiêm trọng trong luật pháp của chúng tôi, nhưng giờ đây tôi đảm bảo rằng chúng tôi sẽ triệt hủy thứ thuốc có hại này mãi mãi." Nội dung chiếu hội trình bày việc thông thương cần có lợi cho hai bên, không thể “dùng vật hại người để mưu cầu không chán”. Nước Anh cấm nha phiến rất nghiêm, đã biết rõ cái hại của nha phiến; vậy thì "cái mà không dùng để hại nước Anh, không thể chuyển sang hại Trung Quốc", và “Giả sử người Anh không mang thuốc phiện đến, thì người Hoa lấy đâu mà mua, lấy đâu mà hút... Người ta giết một mạng người, thì phải đền mạng, huống hồ thuốc phiện hại người, nào chỉ một mạng!”. Xét theo đạo đức thì lập luận của Lâm Tắc Từ không sai vào đâu; nhưng theo quan điểm vụ lợi của chủ nghĩa tư bản Tây phương thì lời thỉnh cầu của ông chỉ là vô nghĩa.
Các lái buôn thuốc phiện người Anh không chấp nhận giao nộp thuốc phiện, họ tìm cách phá hoại lệnh cấm thuốc phiện của triều đình.
Ngày 22 tháng 3, Lâm Tắc Từ ra lệnh bắt ông trùm buôn thuốc phiện Lancelot Dent. Hành động quả quyết này đã gây chấn động mạnh đối với Charles Elliont, đại diện chính phủ Anh, giám sát thương vụ Anh tại Trung Quốc lúc đó đang ở Ma Cao. Ngày 24, Charles Elliont đáp tàu nhanh từ Ma Cao đến Quảng Châu, thân hành chỉ huy chống lệnh tịch thu thuốc phiện, đồng thời điều động một chiến hạm đến đậu ở cửa sông Châu Giang tiến hành gây chiến. Lancelot Dent cũng nhân cơ hội lộn xộn chạy trốn nhưng bị bắt lại.
Nhằm đôn đốc nhà buôn nước ngoài giao nộp nha phiến, Lâm Tắc Từ lại ra lệnh đình chỉ việc buôn bán giữa Trung Quốc và Anh, đồng thời cử lính canh giữ nghiêm ngặt các thương quán, cắt đứt giao thông giữa thương quán với Ma Cao, giải tán người Trung Quốc làm thuê trong thương quán, cuối cùng Charlet Elliont buộc phải đồng ý giao nộp thuốc phiện.
Lâm Tắc Từ dẫn các quan văn võ ra lệnh cho các tàu Anh - Mỹ giao nộp thuốc phiện, từ ngày 12 tháng 4 đến ngày 21 tháng 5 đã tịch thu được hơn 20 nghìn hòm thuốc phiện, trong đó có 1.540 hòm của Mỹ, tổng cộng hơn 2 triệu 376 nghìn cân. 4 ngày sau, ông tổ chức tiêu hủy toàn bộ số thuốc phiện này. Chỗ thuốc phiện đó phải cháy đến 20 ngày mới tắt.

### Chiến tranh Nha phiến

Chiến tranh Nha phiến

Sau vụ việc thuốc phiện, có người chủ trương bế quan tỏa cảng, không cho phép bất cứ tàu nước nào buôn bán. Lâm Tắc Từ cho rằng không được, nếu như không phân biệt tốt xấu “kẻ chống đối cũng cấm, kẻ cung thuận cũng cấm” thì là không hợp lý. Chỉ nên cấm riêng nước Anh buôn bán, đồng thời có thể lợi dụng sự mâu thuẫn giữa các nước phương Tây khiến chúng chia lòng; “nếu cấm tất cả, thì sau khi thất vọng, chúng sẽ liên kết thành một mối” để mưu phá Trung Quốc. Kiến giải của Lâm Tắc Từ quả thực là hơn người.
Sau khi Lâm Tắc Từ đốt thuốc phiện của nhà buôn Anh, vì nguồn lợi của họ ở Trung Quốc bị đe dọa nghiêm trọng nên họ đã tác động đến chính phủ Anh để gây chiến với nhà Thanh. Viện cớ Lâm Tắc Từ tịch thu và đốt hơn 2 vạn hòm thuốc phiện của thương nhân Anh, nước Anh đã đưa lực lượng tấn công Trung Quốc, mở đầu cuộc chiến tranh Nha phiến. Năm 1840, nước Anh phái 41 tàu chiến, 15.000 quân tiến đánh các địa điểm ở duyên hải miền nam Trung Quốc như: Quảng Châu, Hạ Môn...
Lâm Tắc Từ đã dự đoán việc quân Anh xâm lược từ sớm. Ông cho củng cố phòng thủ các cứ điểm ven biển, mua hơn 300 khẩu pháo Tây dương, mua thuyền Tây dương hiệu Cambridge, thuyền máy mỗi thứ một chiếc, tuyển thêm 5.000 quân cho Thủy quân; tiếp tục thị sát thao diễn bắn súng pháo. Để biết rõ về kẻ thù, Lâm Tắc Từ cho người đến Áo Môn (là nơi người Bồ Đào Nha lập cảng) mua báo chí của phương Tây để theo dõi tình hình mới nhất. Ông lập 1 văn phòng ở Quảng Châu, chuyên dịch những tài liệu về chính trị, lịch sử, địa lý thế giới và soạn thành các sách như: “Hoa Sự Di Ngôn lục yếu”, “Tứ Châu Chí”... Ông giao cho ba thanh niên Trung Quốc (một người từng du học tại Mỹ, hai người khác từng học tại Malacca) tuyển dịch "Tứ Châu Chí", lại giao cho Giáo sĩ Peter Parker [Bá Giá] người Mỹ dịch một phần "Vạn Quốc luật lệ" [De Vattel, Law of Nations]. Qua các tài liệu này, Lâm Tắc Từ phần nào nghiên cứu có hệ thống về quân sự nước Anh để đặt ra chiến lược, chiến thuật tác chiến.
Nhằm vào đặc điểm quân Anh trang bị hiện đại nhưng phải đi đường xa, Lâm Tắc Từ đề ra phương châm chiến lược là “Lấy thủ làm công, dưỡng quân ta mạnh, đánh quân địch mệt”. Ông tổ chức lực lượng, bố trí phòng vệ, trưng tập thuyền bè, chỉnh đốn thủy quân. Tháng Giêng năm Đạo Quang 20 (1840), dưới sự chỉ huy của Lâm Tắc Từ, vào một đêm tối trời, thủy quân nhà Thanh chia làm 4 lộ, tấn công tàu Anh. Quân Anh không đề phòng, vô cùng hoảng sợ, thủy quân Thanh thừa cơ thiêu hủy 23 tàu, các tàu còn lại vội vã bỏ chạy.
Tháng 4 năm đó, Anh cho hơn 30 chiến thuyền xâm phạm bờ biển Quảng Đông, dùng đại bác bắn vào các thuyền đánh cá và cư dân duyên hải. Lâm Tắc Từ đề ra kế hoạch “dùng hoả công đốt cháy chiến thuyền Anh” và tuyển chọn những tướng sĩ thủy quân ưu tú để huấn luyện. Một đêm tháng 5, thủy quân Trung Quốc đùng hỏa thuyền tiến sát hạm đội Anh. Quân Anh đang ngủ say, quân Trung Quốc nhanh chóng trèo lên tàu giặc, châm lửa đốt hơn 10 chiến thuyền, quân Anh hoảng loạn. Thủy quân lại dùng hỏa thuyền tấn công 10 chiến hạm khác của Anh ở ngoài vùng biển Kim Tinh Môn, Lão Vạn Sơn.
Với sự chỉ đạo đúng đắn của Lâm Tắc Từ, quân dân Quảng Đông tích cực phòng bị, anh dũng chiến đấu, đã đẩy lui các cuộc tấn công, khiến quân Anh không dám xâm phạm vùng duyên hải Quảng Đông.
Quân Anh thấy khó thắng ở Quảng Đông, bèn bỏ các cứ điểm trên, di chuyển lên đánh chiếm các địa điểm khác như Định Hải Trực Lệ, uy hiếp Thiên Tân, Bắc Kinh, tập kích vào cứ điểm Hạ Môn do Quan Thiên Bồi trấn giữ. Tháng 5 năm 1841, quân Anh lại tiến công Quảng Châu, đánh chiếm cửa Ngô Tùng, chiếm Thượng Hải, Bảo Sơn. Ở những nơi khác, chẳng tướng soái nào của nhà Thanh có tài năng và được lòng quân dân như Lâm Tắc Từ, nên liên tục bại trận.
Nhà Thanh buộc phải ký Điều ước Nam Kinh, Trung Quốc phải bồi thường chiến phí cho Anh - Pháp mỗi nước 8 triệu lạng bạc.
Do nhà Thanh thất bại toàn cục trong cuộc chiến này, Lâm Tắc Từ bị triều đình xử phạt theo yêu sách của quân Anh, ông triệu về kinh luận tội và bị đày đi Tân Cương làm Chưởng quản lương thực tại Phủ Tướng quân Y Lê. Đến năm 1845, ông được phục chức, làm Tổng đốc Vân Quý.
Năm 1850, ông mất, thọ 66 tuổi.
Con rể ông là Thẩm Bảo Trinh, một tướng lĩnh của Tương quân đã tham gia trấn áp quân Thái Bình Thiên Quốc, được bổ nhiệm làm Tuần phủ Giang tây, Giám đốc Xưởng đóng tàu Mã vĩ, Tổng đốc Lưỡng Giang có công lao lớn trong việc xây dựng phòng thủ Đài Loan.

### Danh ngôn
Khi 50 tuổi, Lâm Tắc Từ sáng tác "Cách ngôn 10 điều vô ích" để răn dạy con cháu. 10 điều đó như sau:
- Tâm chứa bất thiện, phong thủy vô ích
- Bất hiếu cha mẹ, thờ cúng vô ích
- Anh em chẳng hòa, bè bạn vô ích
- Việc làm bất chính, đọc sách vô ích
- Làm việc ngang ngược, thông minh vô ích
- Kiêu căng ngã mạn, học rộng vô ích
- Thời vận không thông, vọng cầu vô ích
- Trộm cắp của người, bố thí vô ích
- Chẳng giữ nguyên khí, uống thuốc vô ích
- Dâm tà loạn phép, tích đức vô ích

Mỗi điều lại được diễn giải bằng 1 bài thơ tám câu do ông sáng tác. Loạt 10 bài thơ đó hiện nay trở nên rất nổi tiếng vì ý nghĩa giáo dục sâu sắc, được nhiều người tìm đọc.

## Đánh giá

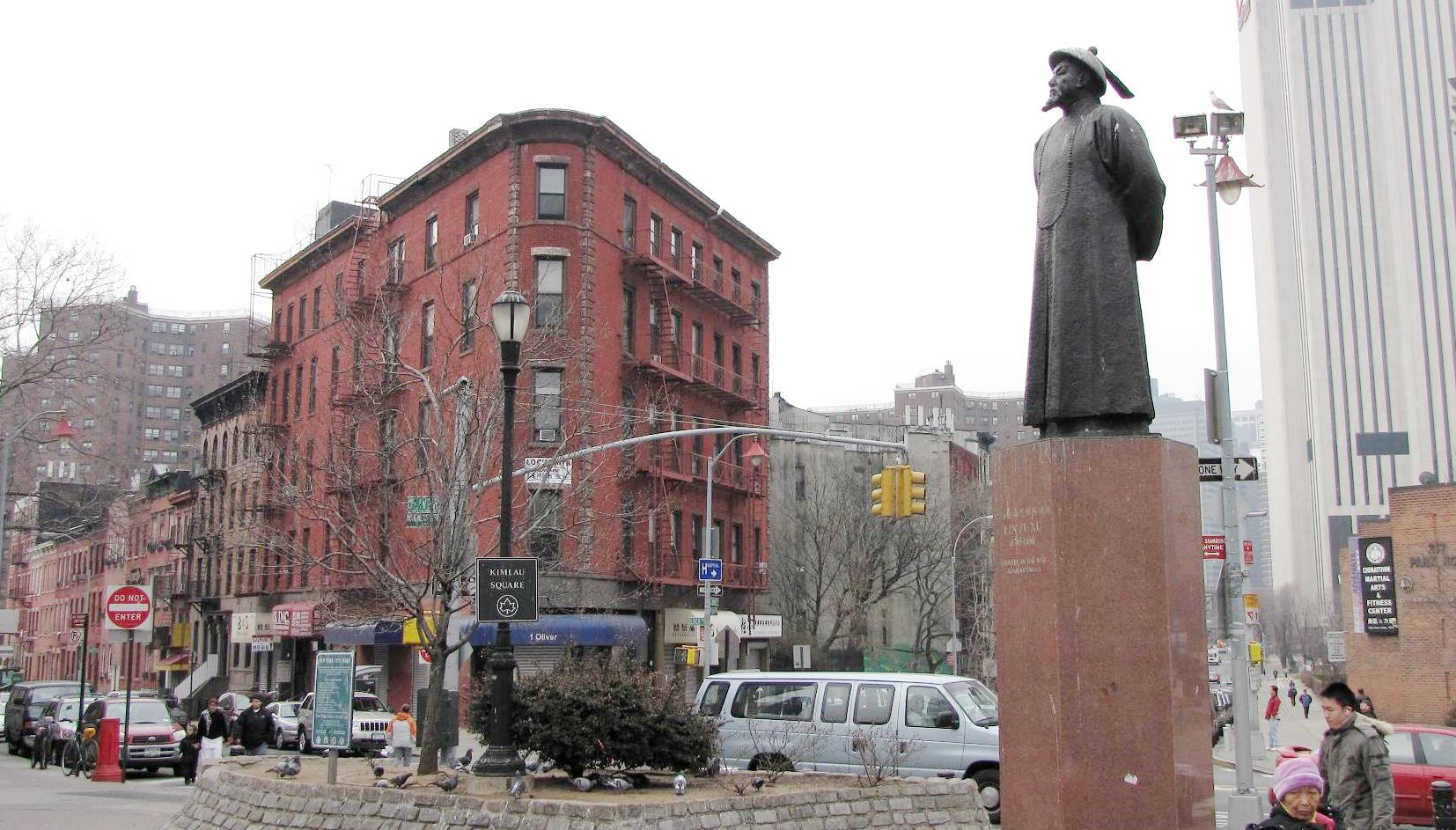
Tượng đài của ông ở thành phố New York, Hoa Kỳ

Khu tưởng niệm Lâm Tắc Từ hiện nay, vừa bước vào cửa du khách đã nhìn thấy hai câu nổi tiếng của ông: “Lợi cho nước nhà sống chết không màng, lẽ nào vì họa mà lánh đi sao”. Những năm cuối đời Thanh, chính vì hút thuốc phiện mà người Trung Quốc ốm yếu bệnh hoạn, bị xem là Đông Á bệnh phu. Lâm Tắc Từ không màng sống chết của bản thân cũng chỉ vì lợi ích của giang sơn xã tắc.
Sau này, khi Lâm Tắc Từ bị lưu đày đến vùng Tân Cương hẻo lánh, nhưng ông không vì khó khăn mà giảm đi quyết tâm vì dân phục vụ. Ông vẫn kêu gọi phát triển thủy lợi, làm phúc cho người dân nơi xa xôi. Kỹ thủy lợi mà Lâm Tắc Từ hướng dẫn, ngày nay vẫn được người dân ở vùng Tân Cương, Cam Túc sử dụng.
Ngày Quốc tế chống lạm dụng và buôn bán trái phép ma túy được Liên hợp quốc tổ chức hàng năm vào ngày 26 tháng 6 kể từ năm 1989, nó được lấy theo ngày Lâm Tắc Từ tổ chức tiêu hủy 2 vạn thùng thuốc phiện tịch thu của Anh - Mỹ tại Quảng Đông.
Hiện nay, ông được nhân dân Trung Quốc coi là nhân vật trung tâm trong cuộc chiến chống thuốc phiện để bảo vệ dân tộc, là vị quan tài đức song toàn, giàu lòng yêu nước, thanh liêm chính trực và là anh hùng dân tộc của nhân dân Trung Hoa.